# K2-18
K2-18 (EPIC 201912552) — звезда в созвездии Льва. Находится на расстоянии около 124 световых лет от Солнца. Вокруг звезды обращаются, как минимум, две планеты.

## Характеристики
K2-18 — звезда 13,5 видимой звёздной величины и не видна невооружённым глазом. Её можно наблюдать в западной части созвездия Льва, рядом со звездой Вольф 359. Впервые в астрономической литературе упоминается в каталоге 2MASS, опубликованном в 2003 году. K2-18 представляет собой тусклый красный карлик спектрального класса M2,5V. Её масса и радиус равны 35 % и 41 % солнечных соответственно. Температура поверхности звезды равна приблизительно 3457 кельвинам, это почти вполовину меньше, чем температура Солнца. Светимость звезды в 209 раз меньше солнечной.

## Планетная система

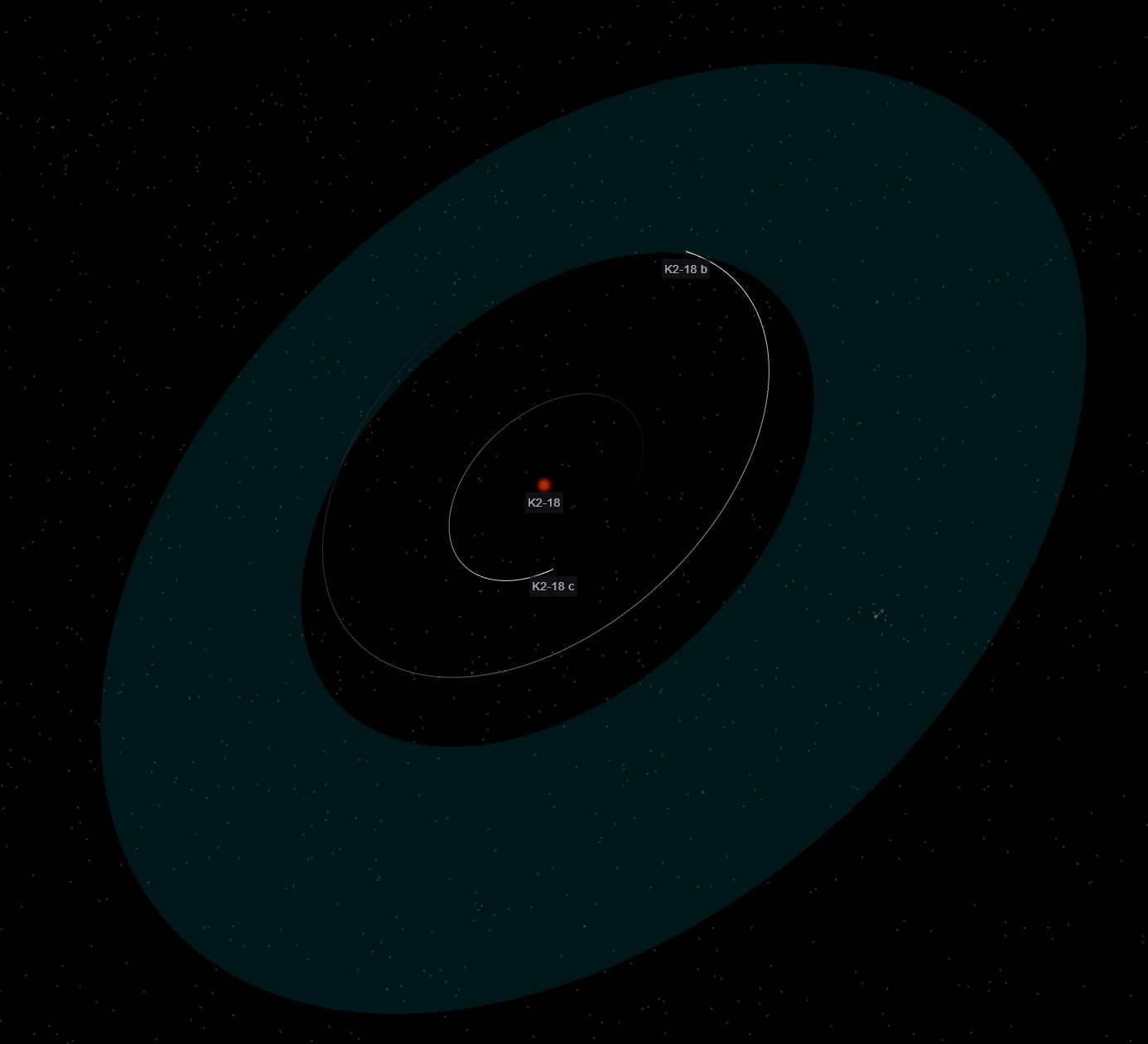
Схема зоны обитаемости системы красного карлика K2-18, с орбитами планеты K2-18 b и второго кандидата — K2-18 c

В 2015 году командой астрономов, работающих с фотометрическими данными в рамках проекта Kepler-K2, было объявлено об открытии планеты K2-18 b в системе. Наблюдения с помощью космического телескопа «Спитцер» подтвердили её существование в 2016 году. Она имеет радиус, равный 2,28 радиусов Земли, совершая полный оборот вокруг родительской звезды за 33 суток. Астрономы с помощью спектрографа HARPS определили массу планеты: она оказалась равна восьми массам Земли. Планета находится в зоне обитаемости с равновесной температурой 284 ± 15 К. С орбиты планеты звезда имеет видимый диаметр в 2,6 раз больше, чем Солнце с орбиты Земли, но светимость звезды при этом в 5,3 раза меньше солнечной. В атмосфере K2-18 b обнаружен метан, углекислый газ, отсутствие аммиака. Также благодаря этим наблюдениям была обнаружена вторая планета — K2-18 c. Она представляет собой суперземлю, расположенную на близкой орбите к родительской звезде. Её масса равна 7,5 массы нашей планеты.